# Emmo von Roden (General, 1892)
Emmo Hugo Georg von Roden (* 30. Dezember 1892 in Saint-Avold im Elsass; seit 3. Mai 1945 vermisst) war ein deutscher Generalmajor der Wehrmacht.

## Leben
Emmo von Roden war ein Sohn des gleichnamigen Emmo von Roden, welcher zur Geburt seines Sohnes im 2. Hannoverschen Ulanen-Regiment Nr. 14 in Saint-Avold diente und später Generalmajor der Reichswehr wurde, und dessen Ehefrau Elisabeth, geborene von Strempel (* 1868), einer Tochter des preußischen Generals der Infanterie Hugo von Strempel.
Roden trat im Herbst 1912 als Fahnenjunker in das Ulanen-Regiment „Kaiser Alexander II. von Rußland“ (1. Brandenburgisches) Nr. 3 der Preußischen Armee in Fürstenwalde/Spree ein. Mit Beginn des Ersten Weltkriegs wurde er am 6. August 1914 mit Patent vom 20. August 1912 zum Leutnant befördert und in das Westfälische Ulanen-Regiment Nr. 5 nach Düsseldorf versetzt. Nach dem Krieg wurde Roden in die Reichswehr übernommen, avancierte am 1. Februar 1926 zum Rittmeister und war 1930 im 14. Reiter-Regiment.
Anfang 1937 wurde er zum Oberstleutnant befördert und war ab Oktober 1937 Kommandeur des II. Bataillons im Infanterie-Regiment 84 in Gleiwitz. In der Folge führte Roden über den Beginn des Zweiten Weltkriegs bis 1940 weitere Infanterieregimenter, seit 1. Oktober 1939 als Oberst. Zum 10. Dezember 1940 übernahm er das Kommando über das Infanterie-Ersatz-Regiment 62. Zum 1. August 1941 wurde er Kommandeur des Infanterie-Regiments 678. Am 1. April 1943 wurde er zum Generalmajor befördert. Am 25. Juli 104 wurde er General z. b. V. bei der Heeresgruppe Ukraine.
Von Ende Januar 1945 an war er Kommandeur der 286. Infanterie-Division, welche im Februar 1945 bei Neukuhren in Ostpreußen zerschlagen wurde. Aus den Resten der Division wurde die Ausbildungs-Division 286 aufgestellt. Roden als Kommandeur der Division kämpfte mit ihr bei der Verteidigung von Berlin, welche bei der Eroberung Berlins durch sowjetische Truppen vernichtet wurde. Das Schicksal von Rodens ist ungeklärt und er wird seit Anfang Mai 1945 vermisst. Es gibt auch Hinweise, dass er in sowjetische Gefangenschaft kam und bei einem Fluchtversuch erschossen wurde.
Emmo von Roden war ab 2. Februar 1936 mit Margarete Bertha Friederike, verwitwete Methner, geb. von Branconi (* 12. Oktober 1891) verheiratet. Von Roden adoptierte die Tochter Hanne-Lore aus der ersten Ehe seiner Frau, welche seit 1930 Witwe war. 1952 emigriert die Witwe mit ihrer Tochter nach Neuseeland.